# Копьёв, Евгений Пантелеймонович
Евгений Пантелеймонович Копьёв (7 сентября 1937, Рогачёво, Московская область — 23 июля 2019, Москва) — советский хозяйственный, государственный и политический деятель. Токарь цеха № 5 Московского станкостроительного завода имени С. Орджоникидзе Министерства станкостроительной и инструментальной промышленности СССР, полный кавалер ордена Трудовой Славы.

## Биография
Родился 7 сентября 1937 года в Московской области. Русский.
С 1956 года работал токарем цеха № 5 на Московском станкостроительном заводе имени Серго Орджоникидзе Министерства станкостроительной и инструментальной промышленности СССР. Одним из первых на заводе он перешёл на обслуживание трёх станков, из которых два — с числовым программным управлением (ЧПУ), и за все годы работы на них у него практически не было случая брака, за что он имел личное клеймо мастера. Завод выпускал автоматические линии для тракторостроения, авиационной промышленности. Продукцию поставляли линии для Волжского автозавода, для других предприятий страны, а также за рубеж, в том числе в Японию, ГДР, США, Чехословакию.
За достижения в труде и инициативу был направлен в систему профессионального образования для передачи своего опыта молодому поколению. Одним из первых он стал внедрять в систему профобразования станки с ЧПУ. Также совместно с учащимися для повышения производительности труда он изобрёл сложный резец с несколькими режущими кромками, который позволил выполнять несколько операций одним инструментом, а для установки сложных деталей было изобретено приспособление для их центровки на станках.
Указами Президиума Верховного Совета СССР от 24 апреля 1975 года и 16 января 1981 года награждён орденами Трудовой Славы 3-й и 2-й степеней.
Указом Президиума Верховного Совета СССР от 10 июня 1986 года за успехи, достигнутые в выполнении заданий одиннадцатой пятилетки и социалистических обязательств, Копьёв Евгений Пантелеймонович награждён орденом Трудовой Славы 1-й степени. Стал полным кавалером ордена Трудовой Славы.
После ухода с завода Евгений Пантелеймонович работал мастером производственного обучения в Политехническом колледже № 31 в городе Москва. Результатом его работы явился выпуск многих высококвалифицированных специалистов по профессии «станочник широкого профиля».
Большое значение он придавал развитию спорта и физической культуры — неотъемлемой части культуры общества в целом и каждого человека в отдельности. Будучи призёром Одесского военного округа по лёгкой атлетике, кандидатом в мастера спорта СССР, за период работы с детьми он приобщил к спортивной жизни немало своих воспитанников.
Проживал в Гагаринском муниципальном округе Москвы.
Лауреат Государственной премии СССР (1976) — за инициативу в развитии соцсоревнования за наиболее эффективное освоение производственных мощностей. Отмечен знаком отличия «Трудовая доблесть России» и двумя наградами ВДНХ СССР.
Почётный житель муниципального округа «Гагаринский» (18.02.2009).
Жил в Москве. Умер 29 июля 2019 года. Похоронен на Востряковское кладбище.

## Награды
Награждён орденами Трудовой Славы 1-й, 2-й, 3-й степеней:
3 ст. 14.02.1975 № 21482
2 ст. 23.12.1976 № 1233
1 ст. 27.08.1990 № 785
- медалями[1].